# Listă de cărți apărute în 2014
Această listă prezintă cărți apărute în 2014. Lista nu este completă.

## Beletristică

### Cărți de beletristică scrise de autori români

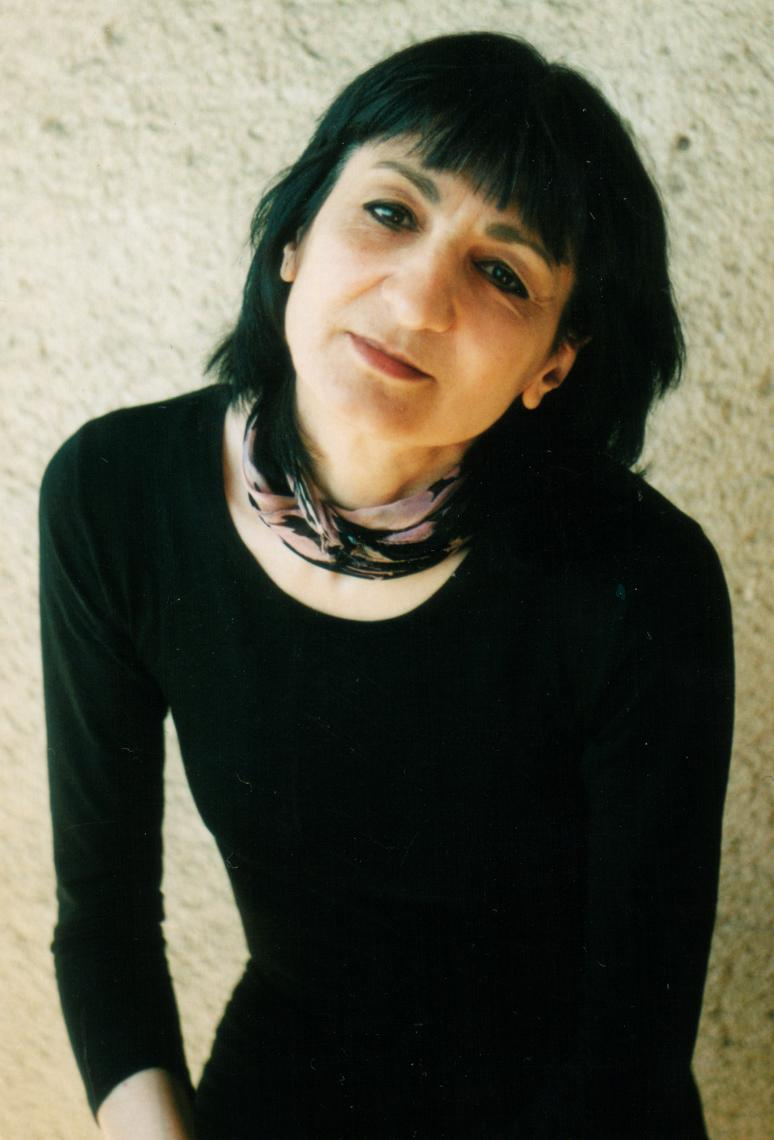
Dora Pavel

- Ana Mănescu - alter.ego, Editura Herg Benet
- Gellu Naum - Zenobia, Editura Polirom
- Emil Brumaru - Cerșetorul de cafea, Editura Polirom
- Adrian Buz - 1989, Editura Polirom
- Dora Pavel - Agata murind, Editura Polirom
- Lavinia Călina - Ultimul avanpost, Editura Herg Benet
- Cristina Nemerovschi - Rezervația Unicornilor din trilogia Sânge satanic, Editura Herg Benet.
- Anna Váry-Ultima Vrăjitoare din Transilvania, vol. 3: Alexandra, Editura Herg Benet.
- Dana Pîrvan-Jenaru  - Sebastian și lumea lui, Editura Art

### Cărți de beletristică ale unor autori din străinătate, traduse în limba română

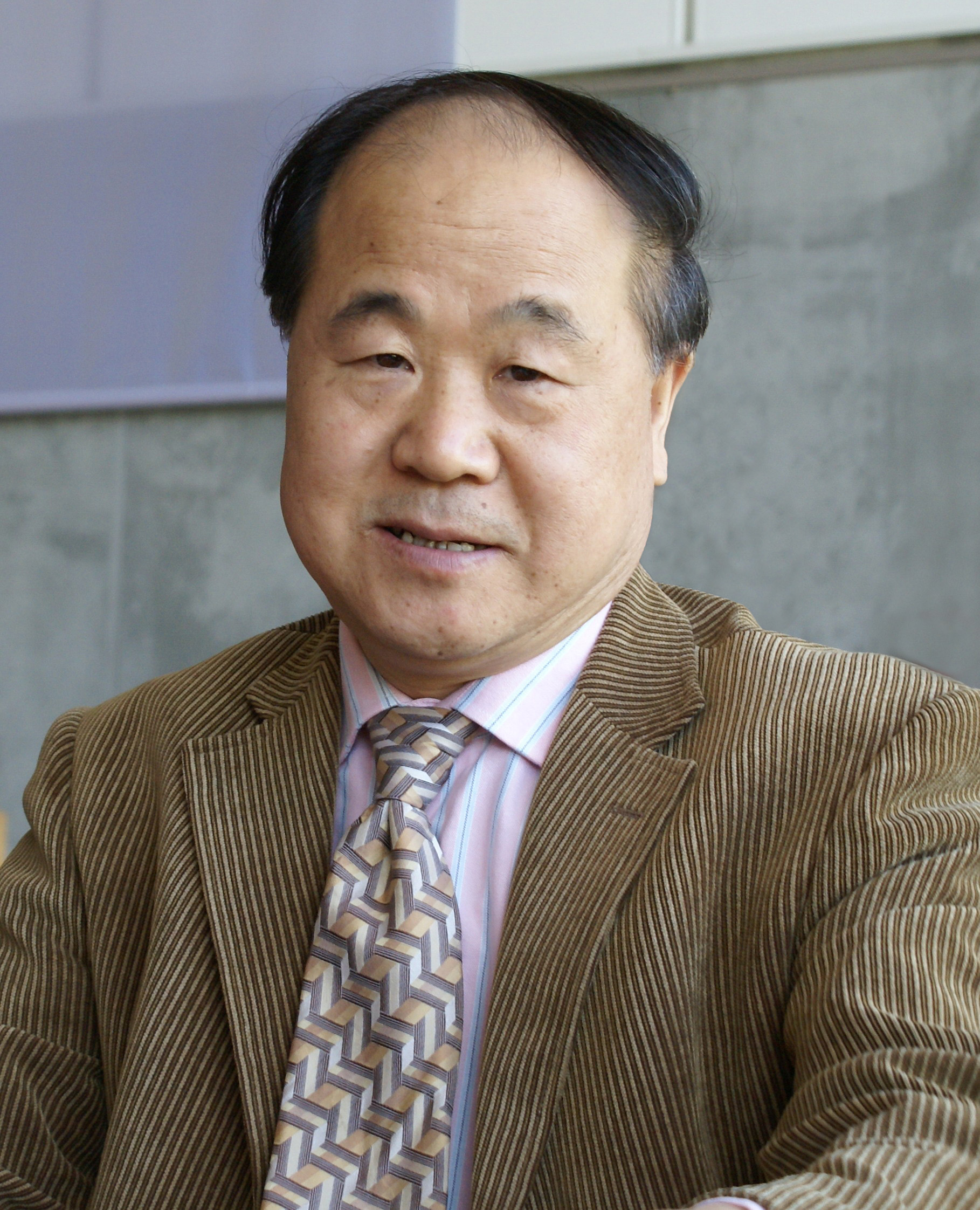
Mo Yan la Hamburg, în 2008

- Mo Yan - Balada usturoiului din Paradis
- Julian Barnes - Niveluri de viață
- Gabriel Garcia Marquez - Despre dragoste si alti demoni, Editura RAO
- Michael White -Inelul familiei Borgia, Editura Rao
- Paulo Coelho - Manuscrisul găsit la Accra, Editura	RAO
- Mark Haddon - O întâmplare ciudată cu un câine la miezul nopții, Editura	Trei
- Nick Hornby - Adio, dar mai stau puțin, Editura Humanitas
- Milan Kundera - Lentoarea, Editura	Humanitas
- Peter Mayle - Din nou în Marsilia, Editura	RAO
- Jo Nesbø -	Omul de zăpadă, Editura	RAO
- Shan Sa - Jucătoarea de go, Editura Polirom
- Nora Roberts - Magia umbrei, Editura Litera

### Cărți beletristică apărute în străinătate și premii litarare în 2014
- Premiul Nobel pentru literatură (Suedia):
- Premiul Pulitzer (SUA):
- Premiul Hugo(SUA), SF:
- Premiul Nebula (SUA), SF:
- Premiul Goncurt (Franța):
- Premiul Glasnyckeln (Cheia de sticlă) (Suedia): Jørn Lier Horst (Norvegia)- Jakthundene (Câinii de vânătoare)
- Premiul Georg Büchner (Germania):
- Premiul Booker McConell (Anglia):
- Premiul Booker (Marea Britanie)
- Premiul Kawabata Yasunari (Japonia):
- Premiul Miguel de Cervantes (Spania):
- Premiul Camoes (Portugalia):
- Premiul Kafka (Cehia):
- Premiul Ierusalim (Israel):

## Cărți nonficțiune

### Istorie și analiză politică

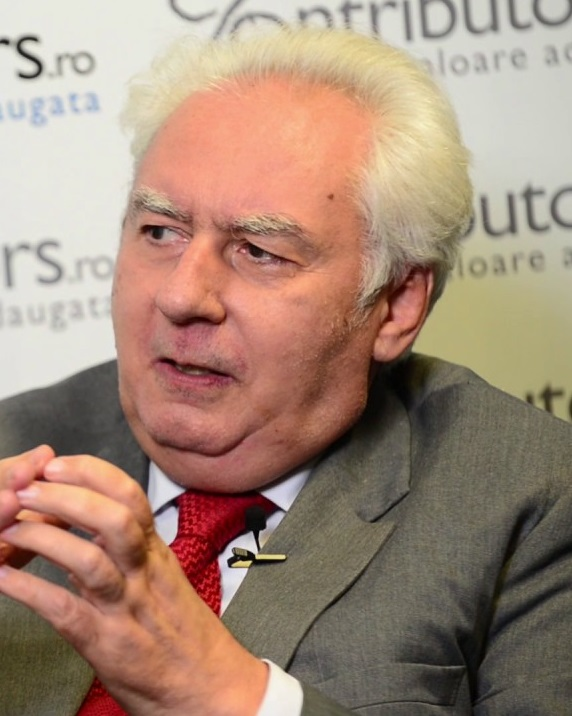
Lucian Boia

- Larry L.Watts - Aliați incompatibili. România, Finlanda, Ungaria și al Treilea Reich, Editura Rao
- Richard Evans - Al Treilea Reich, vol. II, Editura Rao
- Toby Green - Inchiziția. O istorie a terorii în secolele al XV-lea - al XVIII-lea, Editura Litera
- Lucian Boia - Germanofilii. Elita intelectuală românească în anii Primului Război Mondial, Editura Humanitas
- Lucian Boia -	Primul Război Mondial. Controverse, paradoxuri, reinterpretări,	Humanitas
- Lucian Boia -	Balcic. Micul paradis al României Mari, Editura	Humanitas
- Neagu Djuvara, Filip-Lucian Iorga - Trecutul este viu, Editura Humanitas
- Toby Green - Inchiziția. O istorie a terorii în secolele al XV-lea - al XVIII-lea, Editura Litera
- Michael Bar-Zohar, Nissim Mishal - Mossad. Istoria sângeroasă a spionajului israelian, Editura Litera
- Robert D. Kaplan - Răzbunarea Geografiei, Editura Litera

### Juridic
- Ghid de mediere penală. Conform noilor coduri - Coord. Cristi Danilet, etc. - Editura CH Beck.-2014
- Noul Cod de procedura penala. Note. Corelatii. Explicatii-Buneci Petre (Coord.), etc. -2014
- Vasile Bozeșan - Ordonanța de plată și cererile de valoare redusă. Comentarii și jurisprudență potrivit noului Cod de procedură civilă
- Alexandru Țiclea - Tratat de dreptul muncii. Legislație. Doctrină. Jurisprudență. Ed. 8
- Verginia Vedinaș - Drept administrativ. Ed. 8. Revăzută și actualizată
- Patricia-Marilena Ionea, Valentin-Zoltan Puskás - Protecția constituțională a dreptului la pensie
- Anton Trăilescu, Alin Trăilescu - Legea contenciosului administrativ. Comentarii și explicații. Ed. 2
- Olimpiu Aurelian Sabău-Pop - Actualități și perspective în legislația română
- Traian Dima - Drept penal. Partea generală. Ed. 3 (conform noului Cod penal)
- Traian Dima, Lamya-Diana Al-Kawadri - Drept penal. Partea generală. Teste grilă pentru seminarii, examene de an și licență
- Horia Ciurtin - Dilemele controlului de constituționalitate. Incursiune în paradigmele spațiului euro-american
- Daniel Dascălu - Tratat de contencios fiscal
- Nicolae Volonciu - Noul Cod de procedură penală comentat
- Dragoș Chilea - Drept internațional public. 300 de întrebări și răspunsuri
- Maximilian Bălășescu - Criminalitatea organizată sau pluralitatea constituită de infractori în reglementarea noului Cod penal și a legislației anterioare
- Florin I. Mangu - Răspunderea civilă. Constantele răspunderii civile
- Raluca Miga-Beșteliu - Drept internațional public. Vol. II. Ed. 2
- Eugen Deliman, Gheorghe Florin Bene - Frauda fiscală privind TVA din operațiunile intracomunitare
- Mihail Udroiu - Fișe de drept penal. Partea generală
- Mihail Udroiu - Fișe de drept penal. Partea specială
- Mirela Carmen Dobrilă - Infracțiunea de înșelăciune în vechiul și noul Cod penal
- Anca-Lelia Lorincz - Recursul în casație în noul Cod de procedură penală
- Mihail-Silviu Pocora, Monica Pocora - Infracțiuni contra patrimoniului prin nesocotirea încrederii
- Codex Iuris Civilis,  Marian Nicolae, Tomul 3 și 4
- Legea contenciosului administrativ. Comentarii și explicații, Anton Trăilescu, Alin Trăilescu, Ed. 2
- Drept bancar - Carmen Adriana Gheorghe, Ed. 3

### Copii
- Dicționar de expresii și locuțiuni românești - Editura Litera
- Dicționar de cuvinte și sensuri recente - Editura Litera